# The Unity
The Unity è un gruppo musicale heavy metal tedesco fondato nel 2016 e tuttora in attività.

## Storia del gruppo
I The Unity nascono nel 2016 da due membri dei Gamma Ray, il chitarrista Henjo Richter e il batterista Michael Ehré; la formazione viene completata dal cantante italiano Gianbattista Manenti, dal chitarrista Stef E, dal bassista Jogi Sweers (ex Love Might Kill) e dal tastierista Sascha Onnen (ex Mob Rules). Nel sound della band sono presenti elementi hard rock e power metal, anche se il gruppo viene catalogato come un progetto "melodic metal".
Con questa formazione i The Unity pubblicano il primo album, The Unity, nel 2017. L'anno successivo è la volta di Rise, che entra nella classifica tedesca al 69º posto, regalando alla band il loro primo ingresso. Nel 2020 il terzo album Pride raggiunge il 65º posto in patria.

## Formazione
- Gianbattista Manenti – voce
- Henjo Richter – chitarra
- Stef E – chitarra
- Jogi Sweers – basso
- Sascha Onnen – tastiera
- Michael Ehré – batteria

## Discografia

### Album in studio
- 2017 - The Unity
- 2018 - Rise
- 2020 - Pride